# EVA Air
A EVA Air  (Em chinês: 長榮航空) é uma empresa aérea internacional de Taiwan com sede em Taipé. A empresa, fundada em 1989, pertence à Evergreen Marine, uma das maiores companhias de transporte marítimo com navios porta-contentores mundiais.
Ela opera serviços de passageiros e cargas dedicadas para mais de 40 destinos internacionais na Ásia, Austrália, Europa e América do Norte. A EVA Air é, em grande parte, propriedade privada e opera uma rede de rotas totalmente internacional. É uma companhia aérea de 5 estrelas, avaliada pela Skytrax. É a segunda maior companhia aérea de Taiwan (depois da China Airlines). O slogan da empresa é "Compartilhando o mundo, voando juntos" (分享世界 ， 比翼雙飛).
Sua subsidiária doméstica e regional, UNI Air, opera uma rede de médio e curto curso para destinos em Taiwan, Macau e China com seu hub principal em Kaohsiung, Taiwan. Em janeiro de 2018, a EVA Air é a 15ª companhia aérea mais segura do mundo, sem perdas de casco, acidentes ou fatalidades desde a sua criação.
A EVA Air opera uma frota mista de aeronaves Airbus e Boeing, com aviões Airbus A330, Airbus A321, Boeing 777, Boeing 787 e ATR 72 (operados por sua subsidiária UNI Air) aviões usados principalmente em rotas de passageiros, juntamente com aviões de carga Boeing 777 usados em rotas de carga. A companhia aérea foi uma das primeiras do mundo a introduzir a classe Premium Economy (anteriormente chamada de Elite Class pela EVA Air), que estreou em 1991.

## História

### Estabelecimento

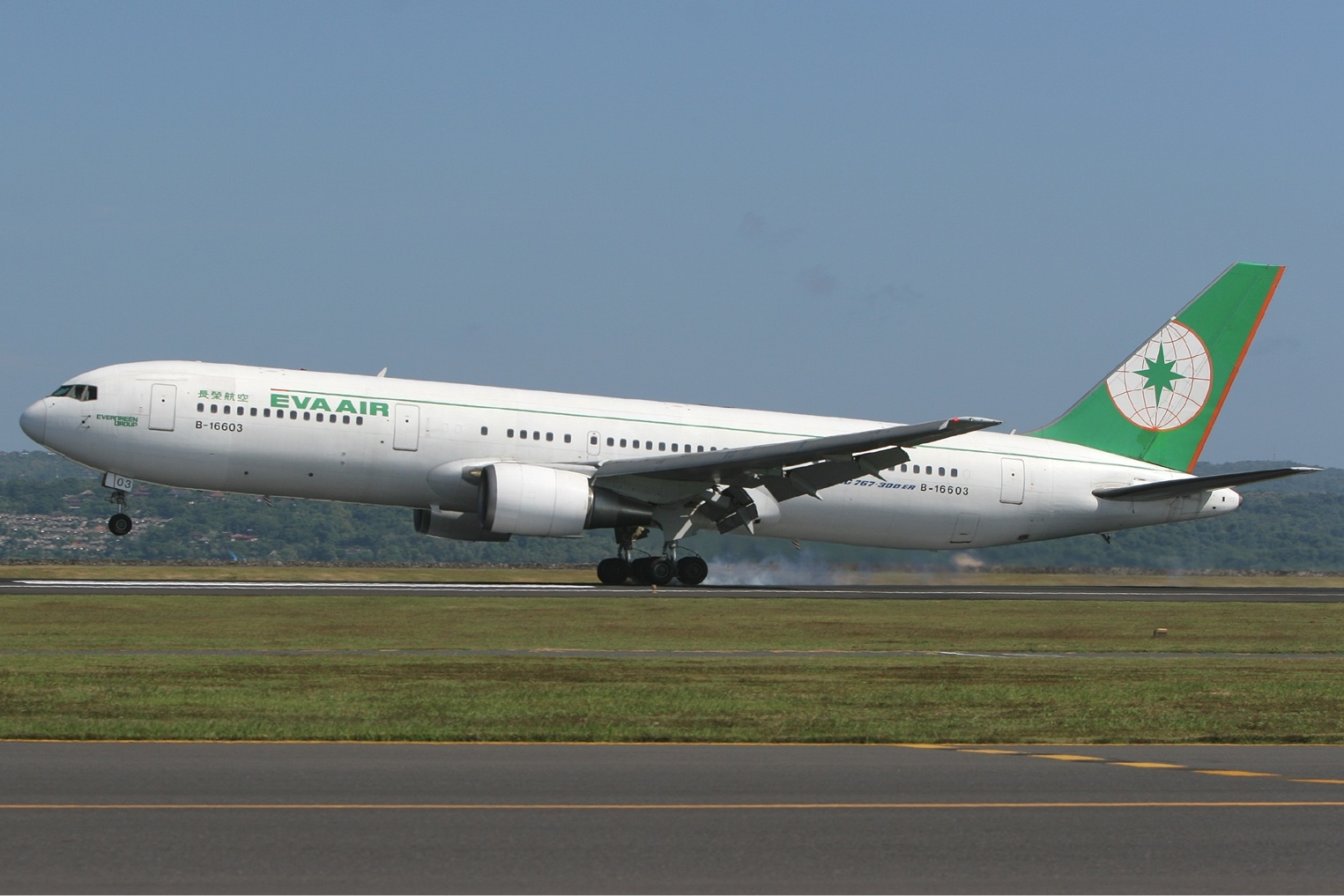
A EVA Air iniciou seus serviços comerciais em 1991 com aeronaves Boeing 767.

Em setembro de 1988, durante a celebração do 20º aniversário da fundação da Evergreen Marine Corporation, o presidente da empresa, Chang Yung-fa, anunciou as intenções de sua empresa de estabelecer a primeira companhia aérea internacional privada de Taiwan. A oportunidade de criar uma grande companhia aérea taiwanesa acabara de surgir após uma decisão do governo taiwanês de liberalizar o sistema de transporte aéreo do país.
As operações começaram em 1º de julho de 1991 com uma pequena frota de aeronaves Boeing 767-300ER com assentos nas classes executiva e econômica. Os destinos iniciais de Taipei foram Bangkok, Seul, Jacarta, Cingapura e Kuala Lumpur. No final do ano, a rede da EVA Air havia se expandido para incluir cidades adicionais no Leste Asiático e seu primeiro destino europeu, Viena. A receita do primeiro ano atingiu US $ 40 milhões.

### Expansão na década de 1990
Em 1992, a EVA Air recebeu o primeiro pedido de sua aeronave Boeing 747-400 e lançou sua classe econômica premium, "Economy Deluxe", em seus 747 voos transpacíficos para Los Angeles, começando em dezembro daquele ano. A cabine econômica premium da EVA Air foi a primeira do mundo apresentando uma configuração mais ampla 2-4-2 lado a lado, apoios de pernas, vídeo individual no encosto do banco e serviços aprimorados de refeição. A cabine Economy Deluxe da EVA Air (posteriormente renomeada como "Evergreen Deluxe" e "Elite Class") provou ser popular entre o público viajante.

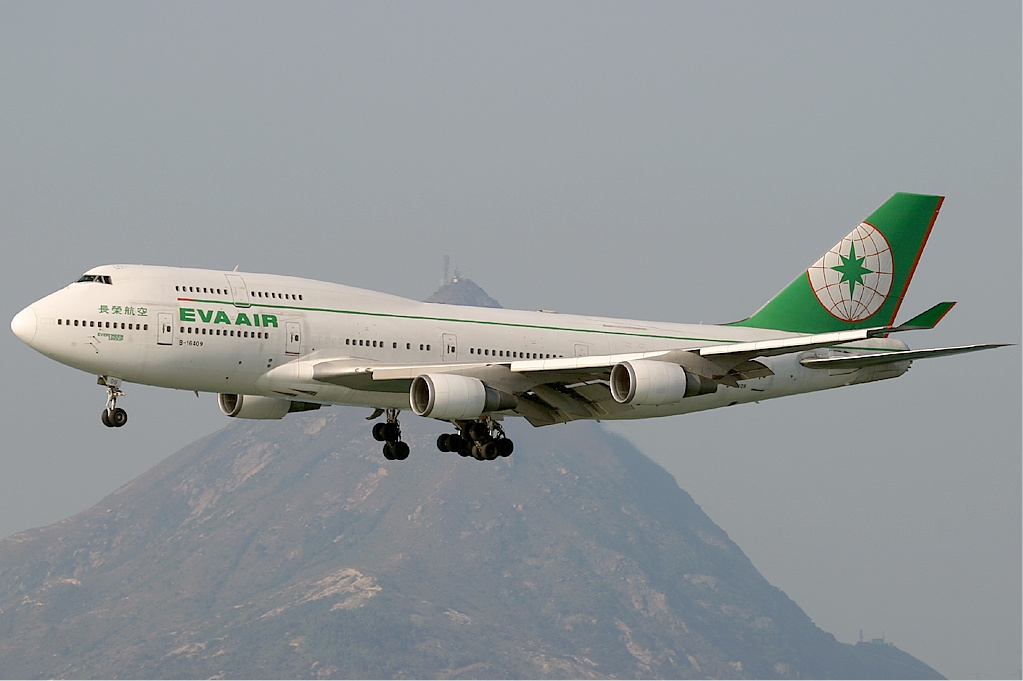
Um Boeing 747-400 de Eva Air com o livery originais da companhia aérea (1991–2003).

Em 1994, a EVA Air estava fornecendo serviço regular para 22 destinos em todo o mundo, transportando mais de 3 milhões de passageiros anualmente.  Em 1995, a companhia aérea registrou seu primeiro lucro com receitas de US $ 1,05 bilhão, um ano antes do previsto. Internacionalmente, a rápida expansão da EVA Air e o aumento do volume de passageiros foram impulsionados por seu histórico de segurança, em contraste com seu principal concorrente, a China Airlines. Além de receber a certificação IOSA (IATA Operational Safety Audit), a EVA Air em 1997 obteve a certificação oficial ISO 9002 simultânea nas áreas de Passageiros, Carga e Serviços de Manutenção.
As operações dedicadas de EVA Air Cargo começaram em abril de 1995, com os primeiros voos semanais de cargueiro McDonnell Douglas MD-11 para Taipé, Singapura, Penang, São Francisco, Nova Iorque e Los Angeles. A frota da EVA Air Cargo foi expandida para cinco cargueiros até o final do ano. Anteriormente, as operações da EVA Air Cargo dependiam principalmente do espaço de carga de aeronaves de passageiros.
Em meados da década de 1990, a EVA Air se expandiu para o mercado doméstico de Taiwan adquirindo ações da Makung International Airlines, seguida pela Great China Airlines e Taiwan Airways. Em 1 de julho de 1998, todas as três companhias aéreas, bem como as operações domésticas existentes da EVA, se fundiram sob o título UNI Air. A UNI Air tornou-se a subsidiária doméstica interna da EVA Air, operando voos de curta distância fora de sua base em Kaohsiung, Porto do sul de Taiwan e segunda maior cidade no Taiwan.

### Maturação no início dos anos 2000
Em 2000, a EVA Air embarcou em sua primeira grande renovação de frota de longo curso. A companhia aérea se tornou um dos clientes lançadores do Boeing 777-300ER, encomendando quatro aeronaves mais oito opções. Ao mesmo tempo, a companhia aérea fez três pedidos para o  Boeing 777-200LR. Em janeiro de 2001, a EVA Air encomendou sua primeira aeronave Airbus, o A330-200. As aeronaves Boeing 777 foram destinadas aos serviços dos Estados Unidos e Europa, enquanto as aeronaves Airbus A330 foram destinadas a rotas regionais asiáticas.

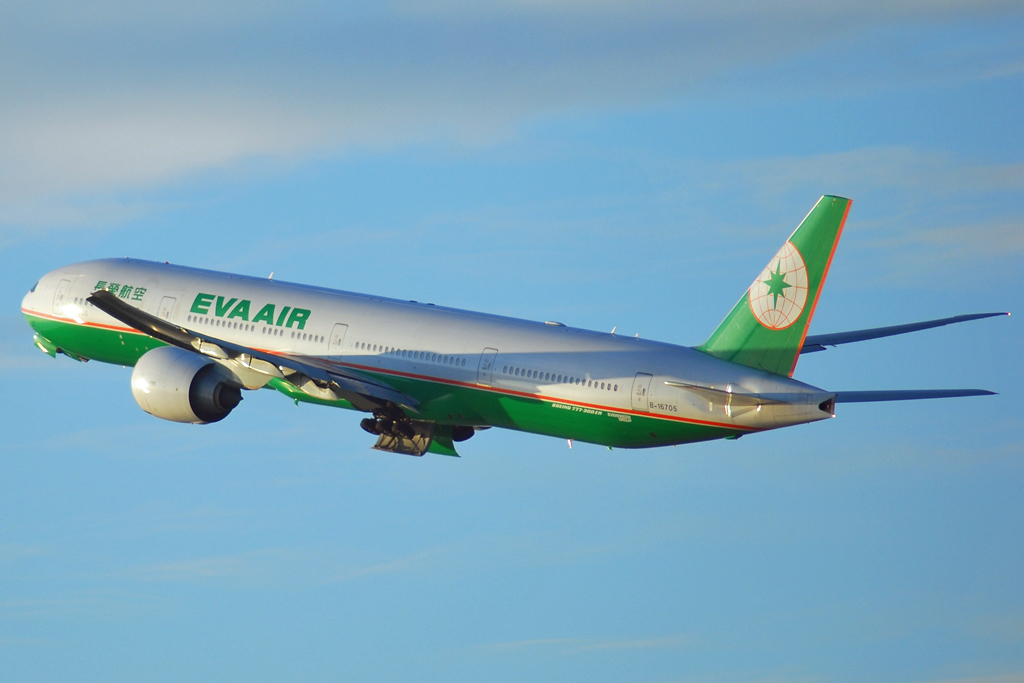
O carro-chefe de longa distância da EVA Air, o Boeing 777-300ER, partindo de Aeroporto Internacional de Los Angeles, voando de volta para Taipé.

O primeiro Boeing 777-300ER entrou em serviço como a nova aeronave carro-chefe da EVA Air em julho de 2005. Com a chegada de seus novos Boeing 777s, a EVA Air lançou uma reformulação abrangente de suas cabines, introduzindo assentos retos em seu novo Premium Cabine da classe executiva Laurel e atualização de seu produto premium econômico para a nova cabine da classe Elite. Os A330 da companhia aérea foram apresentados com cabines Premium Laurel e Economy de duas classes. Em dezembro de 2005, a EVA Air e suas divisões associadas tinham 5098 funcionários e a rede da companhia aérea abrangia 40 destinos de passageiros em todo o mundo, com destinos de carga adicionais.

### Reposicionamento no final dos anos 2000
Para o período de 2007-2008, a EVA Air enfrentou um aumento de 34% nos preços dos combustíveis, que contribuiu para uma perda de US $ 61,2 milhões em 2007. Em resposta, a companhia aérea implementou medidas de redução de custos, incluindo reduções de horários de voos e aumentos de taxas. No início de 2008, o escritório de negócios da EVA Air em El Segundo, Califórnia, anunciou uma grande redução da equipe, com mais da metade da equipe informada de que não estariam mais empregados em maio de 2008. A companhia aerea voltou à lucratividade no primeiro trimestre de 2009, com ganho líquido de US $ 5,9 milhões.

### Expansão adicional no início de 2010
Em março de 2010, a EVA Air iniciou seus serviços para o Aeroporto Pearson de Toronto. Em novembro de 2010, a EVA Air iniciou voos sem escalas conectando o aeroporto de Taipei Songshan no centro da cidade com o aeroporto de Haneda. Em 2010, Chang Kuo-wei, filho de Chang Yung-fa, voltou a servir como presidente da EVA Air, e a transportadora registrou aumento nas vendas e nos lucros anuais.
No início de 2011, a transportadora anunciou que havia se inscrito para ser membro da aliança companhia aérea com a Star Alliance Em 24 de setembro de 2012, a EVA Air assinou uma parceria com a suíte Altéa da Amadeus IT Group para seu sistema Altéa Revenue Management. Em 18 de junho de 2013, a EVA Air tornou-se membro de pleno direito da Star Alliance
Em outubro de 2014, a EVA Air anunciou sua intenção de expandir sua rede na América do Norte adicionando novas rotas para Houston em 2015 e Chicago em 2016, juntamente com a expansão de 55 voos por semana para 63 voos por semana para a América do Norte.

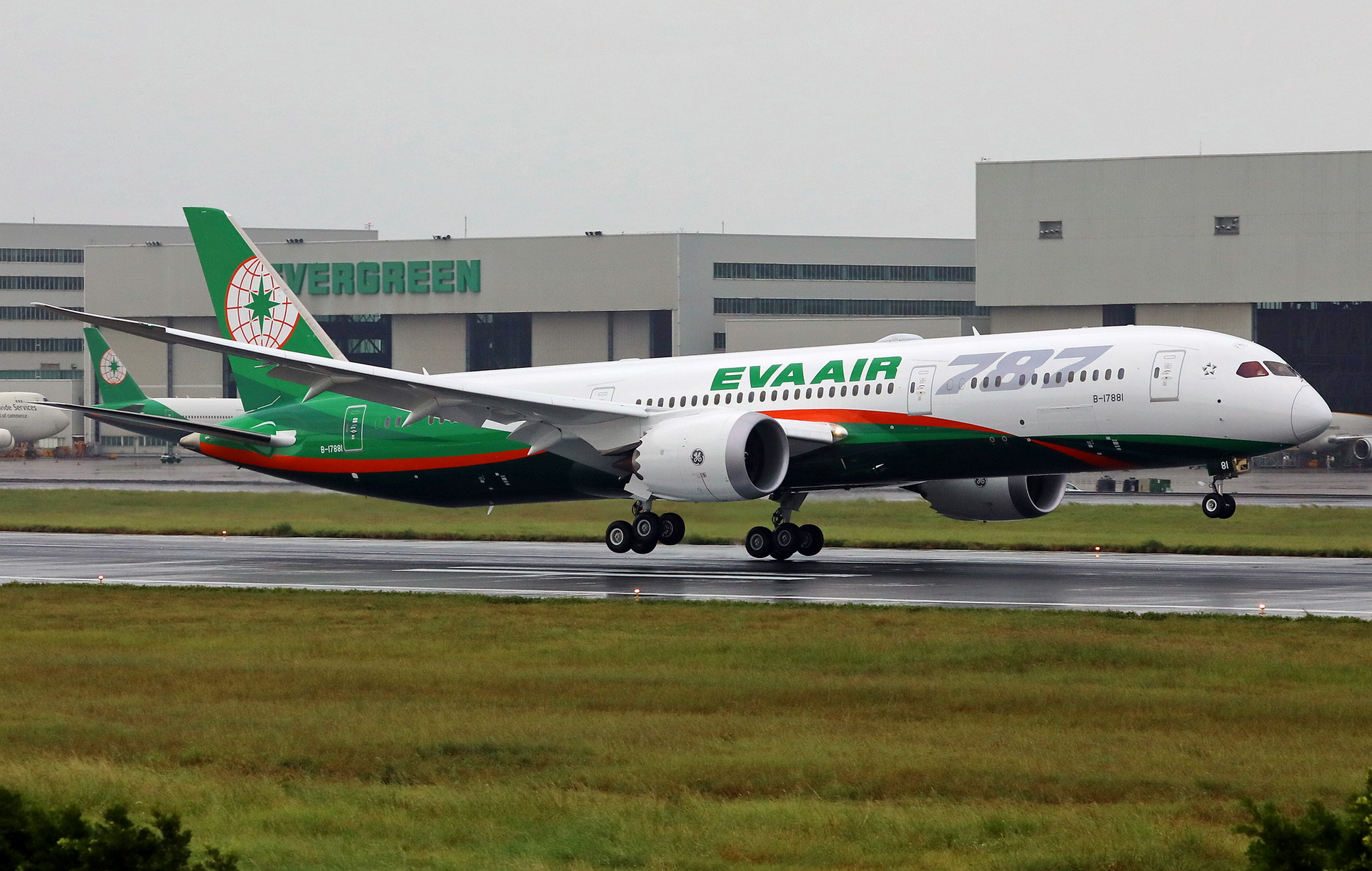
O primeiro Boeing 787 da Eva Air pousando no Aeroporto de Taoyuan

Em outubro de 2015, a EVA Air anunciou sua intenção de comprar até 24 Boeing 787 Dreamliners e dois jatos 777-300ER (Extended Range) adicionais da Boeing. A EVA Airways juntou-se à equipe de lançamento do cliente 787-10.
Em novembro de 2015, a EVA Air revelou uma nova pintura em seu 22º Boeing 777-300ER.

## Frota

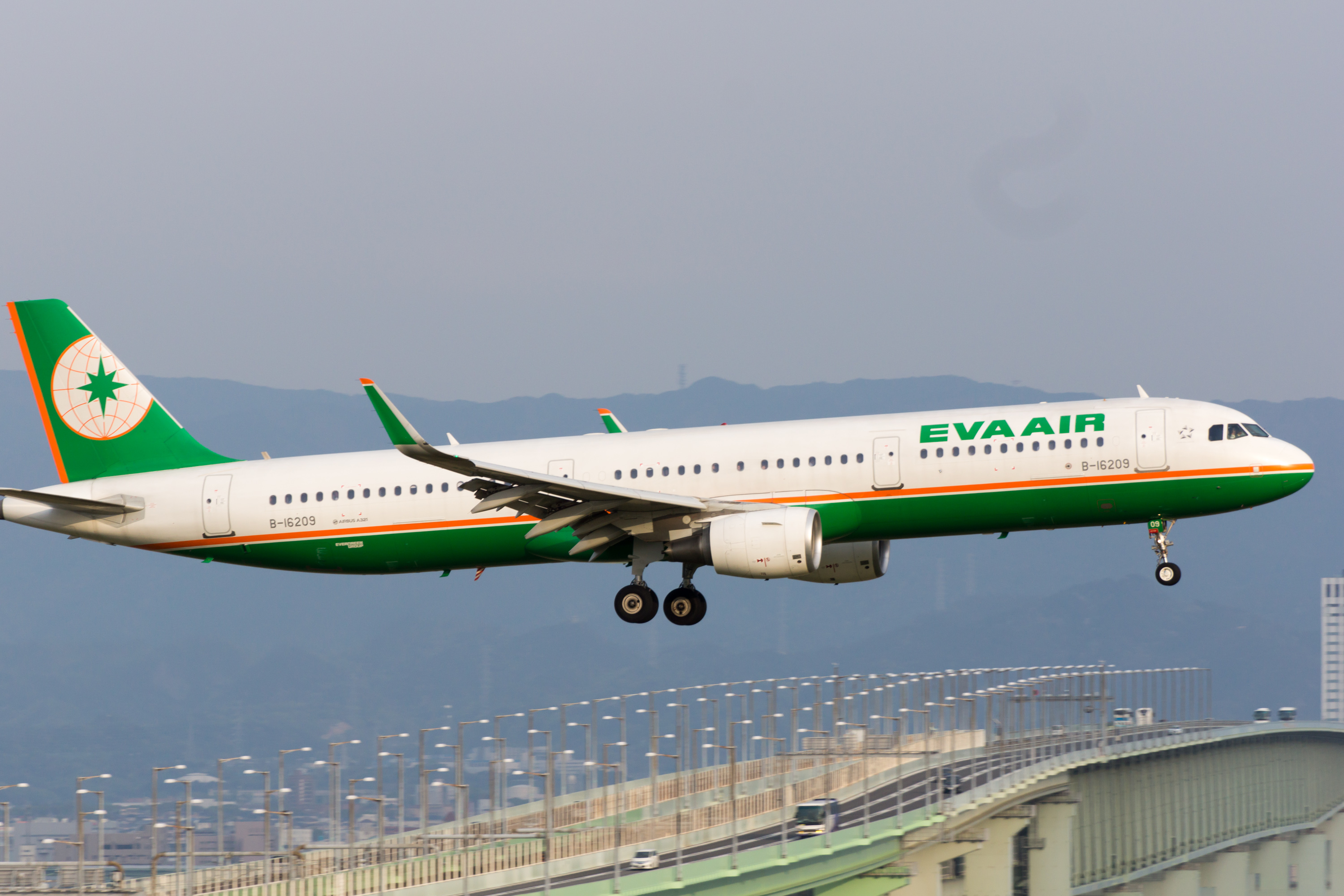
Airbus A321 da EVA Air.

Em 4 de outubro de 2018 a frota era composta por:
| Aeronave                      | Quantidade |
| ----------------------------- | ---------- |
| Airbus A321-200               | 22         |
| Airbus A330-200               | 3          |
| Airbus A330-300               | 9          |
| ATR-72                        | 2          |
| Boeing 747-400 (cargo)        | 3          |
| Boeing 777-300 Boeing 777-200 | 34 3       |
| Boeing 787-9 Dreamliner       | 1          |
| Total                         | 77         |